# Campanula sartorii
Campanula sartorii är en klockväxtart som beskrevs av Pierre Edmond Boissier och Theodor Heinrich von Heldreich. Campanula sartorii ingår i släktet blåklockor och i familjen klockväxter. Inga underarter finns listade i Catalogue of Life.